# Dokumentationsstätte Gefangenenhaus Ostertorwache

Das Logo der Dokumentationsstätte Gefangenenhaus Ostertorwache

Die Dokumentationsstätte Gefangenenhaus Ostertorwache in Bremen befindet sich im hinteren Gebäudeteil des ehemaligen Detentionshauses der Ostertorwache, dessen vorderer Trakt als Wilhelm-Wagenfeld-Haus bekannt ist. Gelegen am östlichen Teilstück der Straße Am Wall in den Wallanlagen – am östlichsten Rand des Ortsteils Altstadt – zählt sie zur so genannten „Kulturmeile“. In der Dokumentationsstätte wird die Geschichte des Hauses bewahrt und aufgearbeitet, das 168 Jahre als Gefängnis diente. Insbesondere die Nutzung während der Zeit des Nationalsozialismus wird beleuchtet (zur Vorgeschichte des Hauses als Gefängnis vgl. Feest/Marzahn 1994).
Als Ausstellungs- und Präsentationsräume nutzt man fünf ehemalige Zellen im rechten Flügel des Hauses, deren Einrichtung originalgetreu nachgestellt wird. Träger des Gedenkortes ist das Staatsarchiv Bremen, das Führungen und Veranstaltungen in Zusammenarbeit mit den Vereinen Gedenkstätte Ostertorwache e. V. und Erinnern für die Zukunft e. V. koordiniert.

## Geschichte
Erste Bestrebungen, das nördliche Torhaus in eine Erinnerungsort umzuwandeln, kamen 1984 auf und seit Mitte der 1980er Jahre setzte sich die Arbeitsgemeinschaft ehemals verfolgter Sozialdemokraten (AvS) – speziell deren Bremer Gedenkstättenbeauftragte Rainer Habel – für eine zentrale Dokumentations- und Gedenkstätte für die Opfer des Nationalsozialismus ein. Am 16. Dezember 1989 sendete Mechthild Müser ihre Rundfunkproduktion „Wenn euch ekelt, wir verdenken es Euch nicht“, die die Diskussion neu entfachte. Die AvS forderte daraufhin, ein Dokumentenhaus mit der Dauerausstellung „Verfolgung und Widerstand in Bremen 1933–1945“ einzurichten und schlug als Standort das ehemalige Gefängnis vor. Der Kulturplan für Bremen 1987–1995 sah allerdings eine gemeinsame Nutzung des Gebäudes durch das gegenüberliegende Gerhard-Marcks-Haus sowie die benachbarte Kunsthalle vor.
Das Nutzungskonzept wurde am 12. März 1991 im Rahmen einer Fragestunde kurz in der Bremischen Bürgerschaft debattiert. Bei dieser Gelegenheit mahnte der damalige Senator für Bildung, Wissenschaft und Kunst Henning Scherf an, es dürfe kein neuer Zuschussbedarf entstehen – etwaige Nutzer des Hauses müssten also in der Lage sein, es finanziell selbst tragen zu können. Ferner sagte er:
„Dieses alte Gefängnis, das ja auch eine historische Bedeutung hat, ist auch ein Denkmal. Man darf die alten Zellen nicht alle wegreißen, die sind alle geschützt, da haben früher einmal Gestapo-Häftlinge gesessen, auch Verwandte von mir.“
Der Landesvorstand der SPD Bremen schrieb 1992 an die Senatorin für Kultur und Ausländerintegration Helga Trüpel, es sei darauf hinzuwirken,
„daß in diesem Haus dem mahnenden Gedenken an die Verfolgten und Opfer des Nazi-Terrors in Bremen gebührender Platz eingeräumt wird. Dies kann nach Auffassung des SPD-Landesvorstandes durch ein zentrales Mahnmal Ostertor-Wache oder durch eine respektvolle Integration, die die schlimme Vergangenheit dieses Gebäudes dokumentiert, in eine etwaig andere Nutzung der Ostertor-Wache geschehen. […] Zumindest muß einem solchen Anliegen dadurch entsprochen werden, daß – auch bei anderer Nutzung – dem Gedächtnis- und Mahnmal-Charakter dieses Hauses ein hinreichender und respektvoller Platz über den Weg der Integration in jedwede künftige Nutzung eingeräumt wird. Bremen braucht einen zentralen Ort zur Aufklärung über den Holocaust am Beispiel Bremens u. a. mit einer Dauerausstellung über die Zeit 1933 bis 1945 mit konkreten Bezügen zu Opfern und Tätern sowie den historischen Zusammenhängen vor 1933 und nach 1945. 59 Jahre ‚nach 1933‘ ist solch ein Erinnern, Dokumentieren und Vermitteln für alle Generationen an einem authentischen Ort wichtiger denn je – auch und gerade im vereinten Deutschland.“
1993 entschied der Senat der Freien Hansestadt Bremen, im ehemaligen Detentionshaus und dessen Kellerräumen eine Dokumentationsstätte über die Geschichte des Hauses einzurichten und beauftragte das Staatsarchiv Bremen, ein entsprechendes Konzept auszuarbeiten. Zwischen 1994 und 1996 zeigte sich jedoch, dass das zur gleichen Zeit im vorderen Trakt des Gebäudes geplante Wilhelm-Wagenfeld-Haus größeren Raumbedarf als erwartet hatte, weshalb man sich entschloss, lediglich einige Zellen im Erdgeschoss als Erinnerungsort zu nutzen. In diesen fand am 9. November 1996 eine öffentliche Lesung einiger Schauspieler des Theater Bremen statt und wenige Tage später konstituierte sich am 18. November in der nahen Villa Ichon der Gedenkstätte Ostertorwache e. V. Das Staatsarchiv leitete 1997 eine wissenschaftliche Untersuchung und Darstellung der Geschichte der Ostertorwache ein, die Dieter Fricke im Rahmen eines Werkvertrages durchführte. Im selben Jahr wandte sich der damalige Leiter des Ortsamtes Mitte/Östliche Vorstadt Robert Bücking an die Senatorin für Bildung, Wissenschaft, Kunst und Sport Bringfriede Kahrs und bat um eine Überarbeitung des Konzepts, da er befürchtete, die Gedenkstätte könnte in Konkurrenz zum Wilhelm-Wagenfeld-Haus im selben Gebäude stehen und in ihrer Bedeutung zu stark beschnitten werden. Er schlug vor:
„Die Nutzung des alten Eingangs auf der Ostseite des Hauses sollte der Gedenk-stätte vorbehalten sein. […] Die Dokumentationsstätte gewönne ein bescheidenes Foyer und einen angemessenen Eingang. […] Wir möchten inständig darum bitten, alle am östlichen Gang gelegenen Zellen der Dokumentations- und Gedenkstätte zuzuordnen. Das Herausnehmen der großen Eckzelle aus dem Raumprogramm der Dokumentations- und Gedenkstätte bedeutet, daß es nahezu unmöglich ist, Fotos, Schrifttafeln und Dokumente in angemessener Form zu präsentieren. Die anderen Zellen sind bekanntlich so klein, daß sich kaum mehr als drei Personen gleichzeitig darin aufhalten können. Diese Zellen sind in jeder Hinsicht selbst ein ‚vollständiges Ausstellungsstück‘ und können sinnvollerweise kaum mit ‚didaktischem Material‘ möbliert werden.“
Seine Anregungen wurden jedoch nicht umgesetzt. Im Januar 1998 rief man eine Arbeitsgruppe – bestehend aus Vertretern des Erinnern für die Zukunft e. V., des Gedenkstätte Ostertorwache e. V. sowie des Staatsarchives – ins Leben und in der Folge begann der Umbau der Innenräume. Nach über einjähriger Bauzeit erfolgte am 28. September 1999 die Übergabe der Dokumentationsstätte an die Öffentlichkeit und am 2. Oktober die offizielle Eröffnung.